# ジョゼップ・マリア・タンブリーニ
ジョゼップ・マリア・タンブリーニ（Josep Maria Tamburini i Dalmau 、1856年12月4日 - 1932年）はカタルーニャの画家、美術評論家である。象徴主義のスタイルの作品を描いた。

## 略歴
バルセロナの銀細工師の息子に生まれた。バルセロナのジョッチャ美術学校(Escola de la Llotja)でアントニ・カバ(Antoni Caba: 1838-1907)に学んだ後、パリに移り、レオン・ボナに学んだ。ローマやナポリでも修行し、ナポリ美術アカデミーのドメニコ・モレリやジョアッキーノ・トーマの指導も受けた。
バルセロナに戻った後、「 La Vanguardia」や「a L'Avenç」といった雑誌に批評記事や挿絵を描き、サラ・パレ(Sala Parés)での展覧会に出展した。
1890年代後半にはアカデミック美術のスタイルの歴史画から象徴主義的なスタイルに移り、イギリスのラファエル前派の雰囲気にも注目した。
マドリードで開かれるスペインの全国展(Exposición nacional)に何度か出展し、バルセロナ市の美術委員(Junta de Museus)やジョッチャ美術学校の教授になった。1888年のバルセロナ万国博覧会の展覧会に出展し銀メダルを受賞した。1900年にはカタルーニャ芸術文学協会(Societat Artística i Literària de Catalunya)の創立会員となった。
「Àlbum de Salín」、「Iris」、「Ilustració Catalana」、「 La Ilustración Artística i Hojas Selectas」といった雑誌に作品を提供した。
ジョゼップ・マリア・タンブリーニの作品はカタルーニャ美術館 やバルセロナの美術館(Galeria de Catalans Il·lustres)、ビラノバ・イ・ラ・ジャルトルの美術館Biblioteca Museu Víctor Balaguerなどに収蔵されている。

## 作品

エジプトからの脱出(1911)
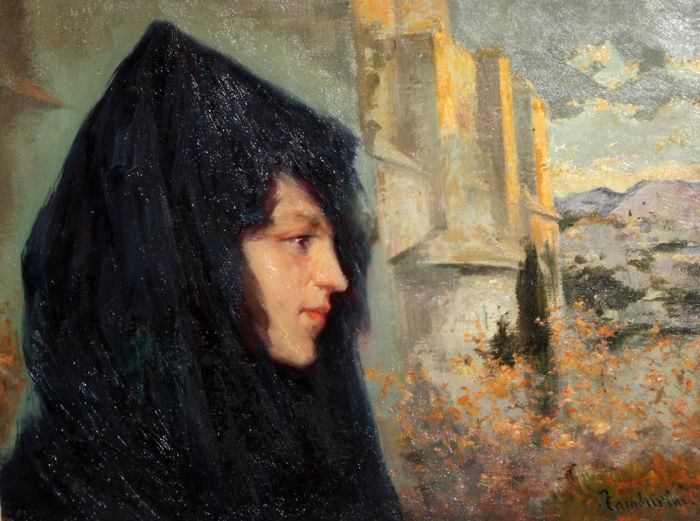
横顔の女性
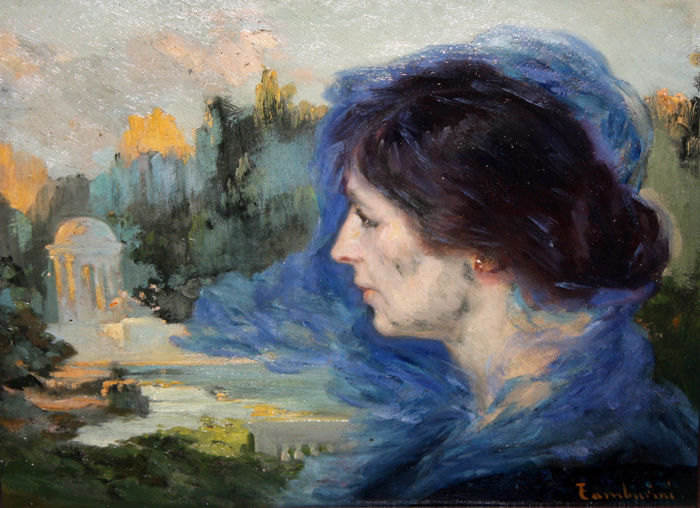
横顔の女性

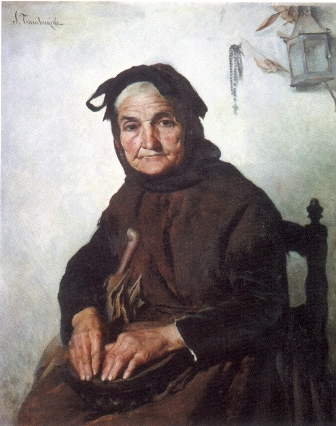
冬 (1881)
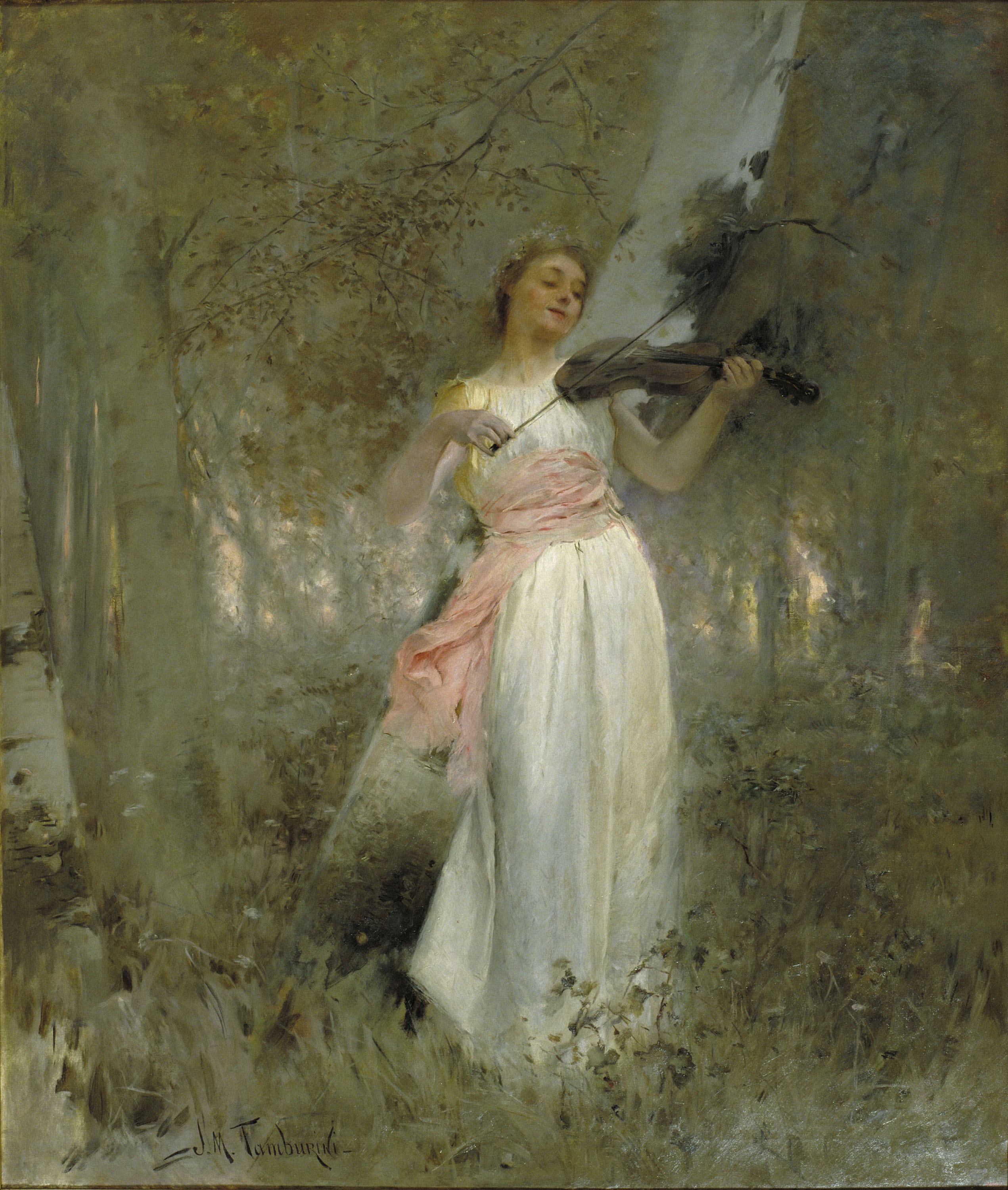
ハーモニー(1896)
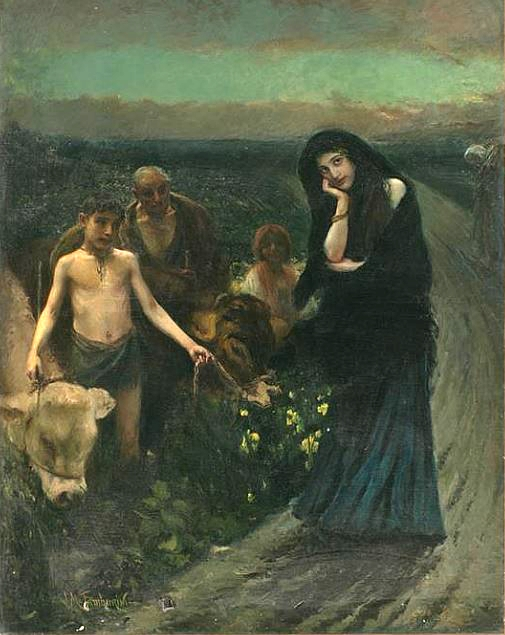
放蕩息子
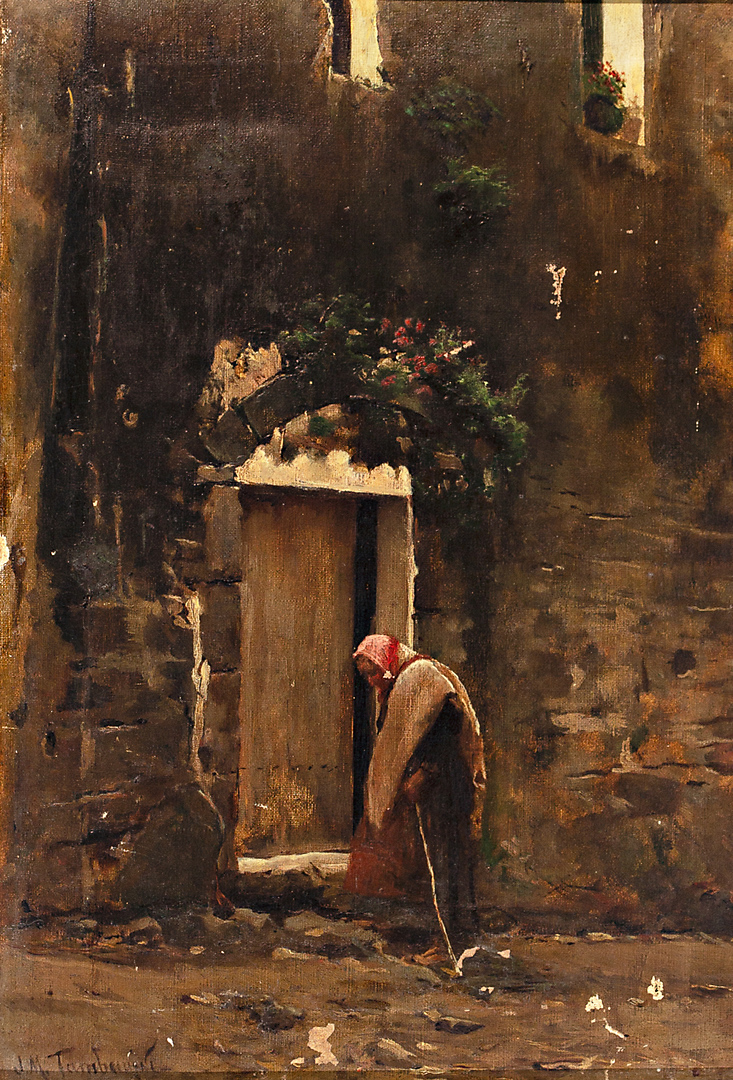
老婦人